# Secteur pavé de Willems à Hem
Le secteur pavé de Willems à Hem (ou secteur pavé de Hem) est un secteur pavé de la course cycliste Paris-Roubaix situé sur les communes de Willems, Sailly-lez-Lannoy et Hem d'une distance approximative de 1 400 m avec une difficulté actuellement classée 3 étoiles.

## Description
Il débute dans le hameau de Robigeux, commune de Willems, à l'intersection de la rue d'Hem (RD 64) et la rue de France en direction d'Hem. Il s'ensuit une succession de virages avec un léger passage sur la commune de Sailly-lez-Lannoy pour en finir aux abords de la ville d'Hem via la Rue du Calvaire (RD 700) après environ 1 400 m de pavés.
La présence de bandes de macadam sur les côtés de la route rend ce secteur assez facile à traverser. Cependant les nombreux virages obligent les coureurs à traverser plusieurs fois les pavés. Les bandes de macadam ne sont pas souvent refaites et sont de très mauvaises qualités, d'où l'augmentation du risque d'une crevaison. En 2018, des blocs sont placés de façon régulière sur les bandes de macadam pour y empêcher le passage des coureurs.

## Caractéristiques
- Longueur : 1 400 m
- Difficulté : 2 étoiles jusque 2016, 3 étoiles depuis 2017
- Secteur n° 2 (avant l'arrivée)

## Galerie photos

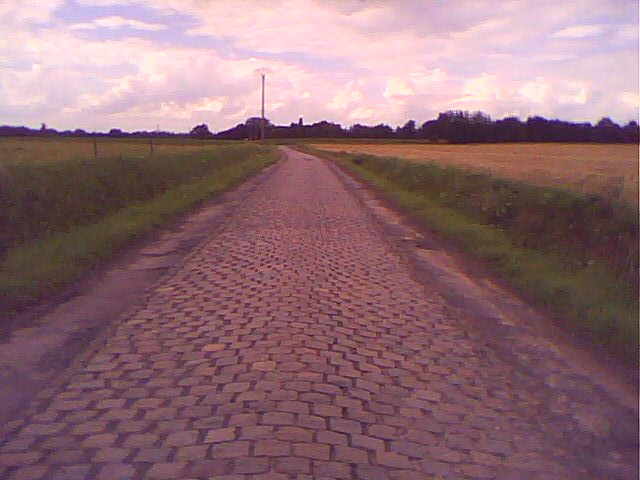
Début du secteur
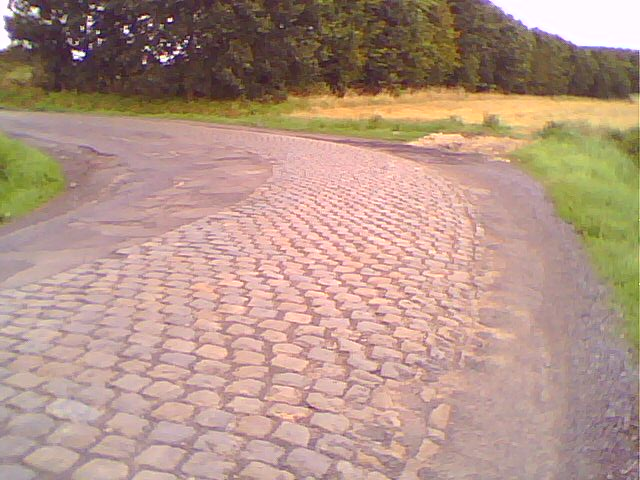
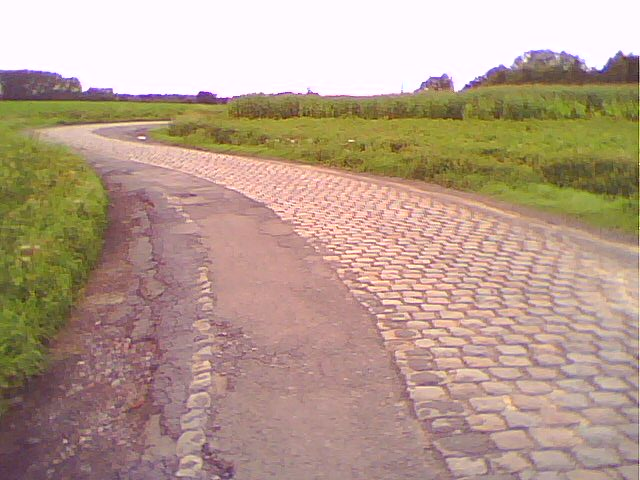
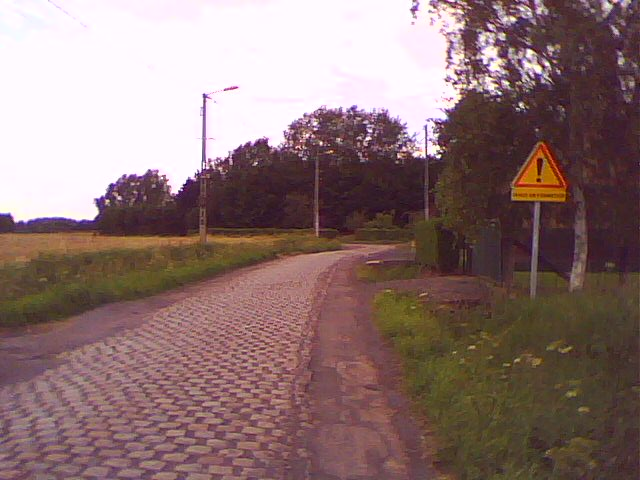
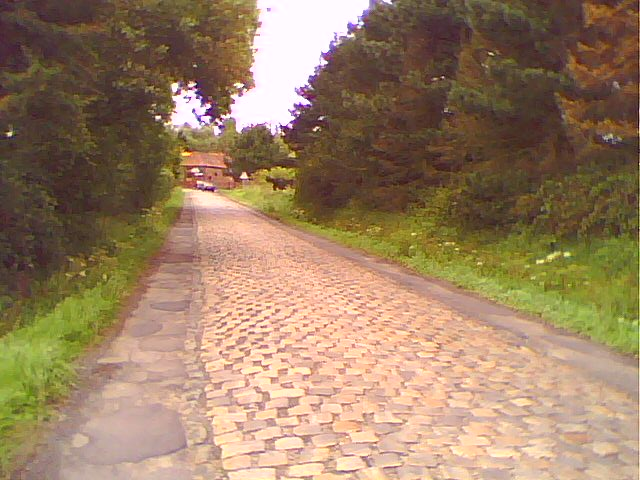
Fin du secteur